# 薩爾策河
52°4′52.65″N 8°44′39.88″E / 52.0812917°N 8.7444111°E

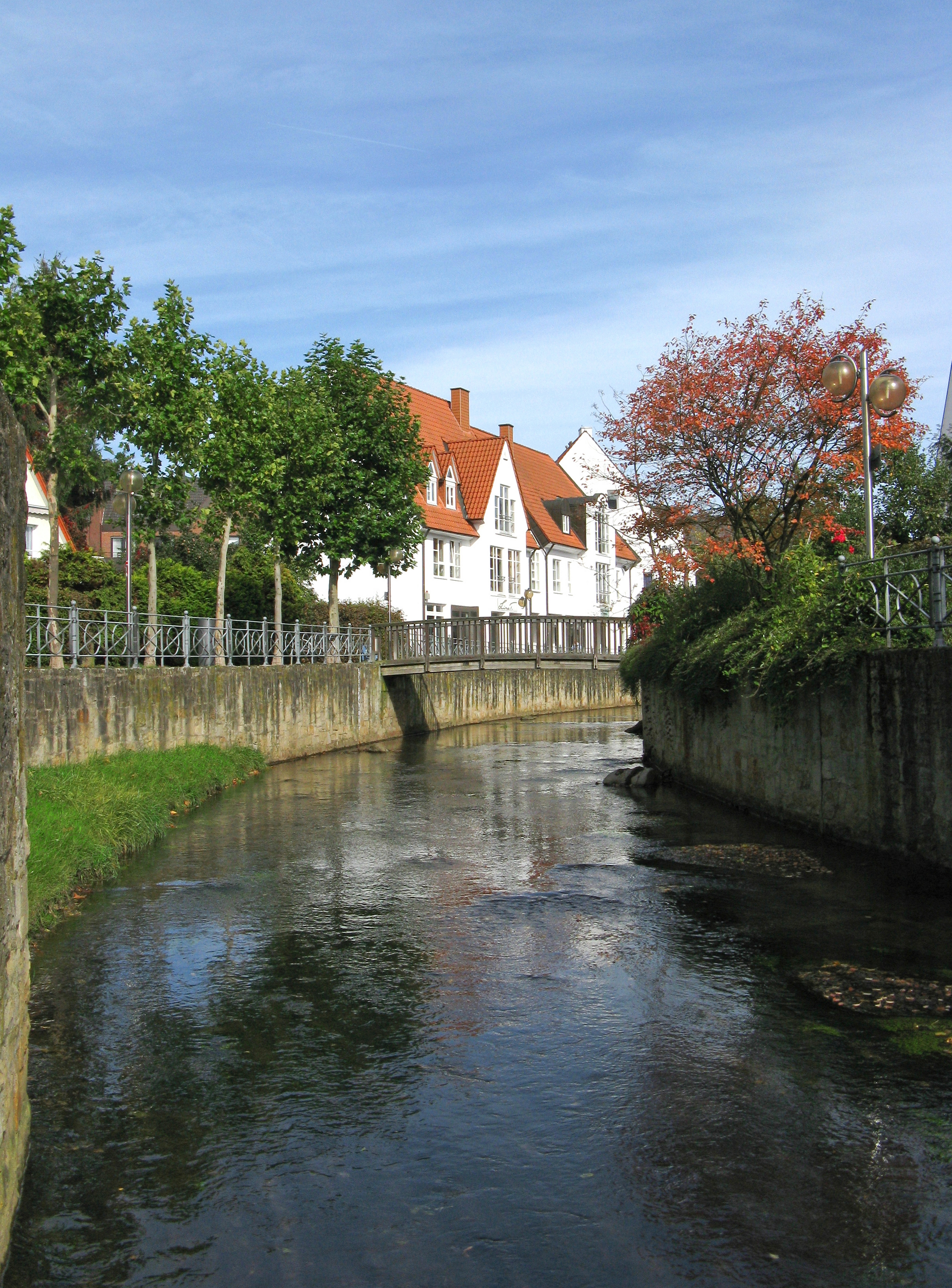

薩爾策河（德語：Salze），是德國的河流，位於該國西部，流經北萊茵-威斯特法倫州，屬於貝加河的右支流，河道全長15公里，流域面積49.1平方公里。